# Vancouver Pop Festival
Das Vancouver Pop Festival war ein Rockfestival, das vom 22. bis zum 24. August 1969 – eine Woche nach dem Woodstock-Festival – in Squamish (British Columbia) in Kanada stattfand.
Von den geplanten 30.000 Tickets wurden 15.000 verkauft. Das Wetter war schlecht, regnerisch und kalt. Es drohte ein Bandenkrieg zwischen rivalisierenden Bikergruppen, von denen eine als Sicherheitsdienst agierte. Dazu kamen organisatorische Probleme. Trotz des beeindruckenden Programms und hervorragender Tontechnik war das Festival ein Verlustgeschäft und enttäuschend für die Besucher.

## Line-up
(in alphabetischer Reihenfolge)
Anmerkung: Die Quellen sind sich nicht einig, wer auftrat und wer nicht.
- The Chambers Brothers
- Chicago Transit Authority
- Canned Heat
- Alice Cooper
- Crome Syrcus
- Crow
- Flying Burrito Brothers
- The Grass Roots
- Grateful Dead (nach manchen Quellen traten sie nicht auf)[2]
- The Guess Who
- Joni Mitchell
- Love
- Taj Mahal
- Brownie McGhee
- Merryweather
- Motherlode
- Poco
- The Rascals
- Little Richard
- Merrilee Rush
- Strawberry Alarm Clock
- Sonny Terry